# Mistral AI
Mistral AI SAS is een Franse start-up op het gebied van kunstmatige intelligentie (AI), met hoofdkantoor in Parijs. Het is opgericht in 2023 en is gespecialiseerd in open-gewicht grote taalmodellen (LLM's), met zowel open-source als gepatenteerde AI-modellen.

## Naam
Het bedrijf is vernoemd naar de mistral, een krachtige, koude wind in Zuid-Frankrijk.

## Geschiedenis
Mistral AI werd in april 2023 opgericht door drie Franse AI-onderzoekers: Arthur Mensch, Guillaume Lample en Timothée Lacroix.
Mensch, een expert op het gebied van geavanceerde AI-systemen, is een voormalig werknemer van Google DeepMind; Lample en Lacroix zijn ondertussen specialisten in grootschalige AI-modellen die voor Meta Platforms hebben gewerkt.
Het drietal ontmoette elkaar oorspronkelijk tijdens hun studie aan de École polytechnique.

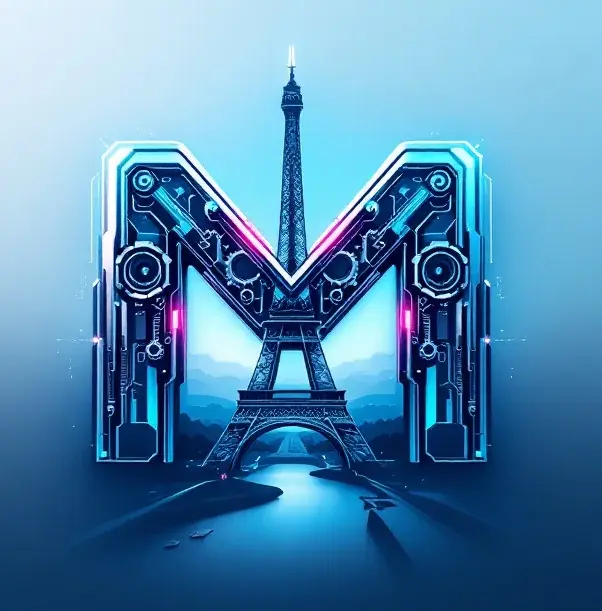
Voorbeeld van een afbeelding gegenereerd met Le Chat. De opdracht luidt: Generate an image you feel represents yourself, Mistral AI.

## Bedrijfsvoering

### Financiering
In juni 2023 haalde de start-up een eerste kapitaalverhoging op van €105 miljoen met investeerders zoals het Amerikaanse fonds Lightspeed Venture Partners, Eric Schmidt, Xavier Niel en JCDecaux. De Financial Times schatte de waarde daarna op €240 miljoen.
Op 10 december 2023 maakte Mistral AI bekend dat het €385 miljoen had opgehaald als onderdeel van zijn tweede financieringsronde. Bij deze financieringsronde zijn het Californische fonds Andreessen Horowitz, BNP Paribas en de software-uitgever Salesforce betrokken.
In december 2023 werd de waarde ervan geschat op ruim 2 miljard dollar.
Op 16 april 2024 werd in de berichtgeving bekend dat Mistral in gesprek was om €500 miljoen op te halen, een deal die de huidige waardering zou verdubbelen tot ten minste €5 miljard.
In juni 2024 wist Mistral AI een financieringsronde van €600 miljoen veilig te stellen, waardoor de waardering ervan steeg tot €5,8 miljard.
Onder leiding van durfkapitaalfirma General Catalyst resulteerde deze ronde in aanvullende bijdragen van bestaande investeerders. De fondsen zijn bedoeld om de expansie van het bedrijf te ondersteunen.
Op basis van de waardering stond het bedrijf in juni 2024 wereldwijd op de vierde plaats in de AI-industrie, en op de eerste plaats buiten de San Francisco Bay Area.

### Partnerschappen
Op 26 februari 2024 kondigde Microsoft aan dat de taalmodellen van Mistral beschikbaar zouden worden gesteld op de Azure-cloud van Microsoft, terwijl de meertalige conversatieassistent Le Chat zou worden gelanceerd in de stijl van ChatGPT. Het partnerschap omvatte ook een financiële investering van 16 miljoen dollar door Microsoft in Mistral AI.
In april 2025 kondigde Mistral AI een partnerschap van €100 miljoen aan met de scheepvaartmaatschappij CMA CGM.

## Diensten
Op 19 november 2024 kondigde het bedrijf updates aan voor de chatbot Le Chat (uitgesproken als /lə tʃat/ in het Frans). Het voegde de mogelijkheid toe om afbeeldingen te maken met behulp van het Flux Pro-model van Black Forest Labs.
Op 6 februari 2025 bracht Mistral AI Le Chat uit op iOS- en Android-mobiele apparaten.
Mistral AI heeft ook een Pro-abonnement geïntroduceerd, met een prijs van $14,99 per maand, dat toegang biedt tot geavanceerdere modellen, onbeperkt berichten versturen en internetten.

## Modellen

### Mistral 7B
Mistral AI beweerde in de blogpost over de release van Mistral 7B dat het model LLaMA 2 13B overtreft op alle geteste benchmarks en op gelijke hoogte staat met LLaMA 34B op veel geteste benchmarks, ondanks dat het slechts 7 miljard parameters heeft, een kleine omvang vergeleken met de concurrenten.

### Mixtral 8x7B
Uit tests van Mistral AI in 2023 blijkt dat het model in de meeste benchmarks zowel LLaMA 70B als GPT-3.5 verslaat.
In maart 2024 werd door Patronus AI een onderzoek uitgevoerd waarin de prestaties van LLM's werden vergeleken bij een test met 100 vragen met opdrachten om tekst te genereren uit boeken die beschermd zijn door de Amerikaanse auteursrechtwetgeving. Hieruit bleek dat GPT-4 van OpenAI, Mixtral, LLaMA-2 van Meta AI en Claude 2 van Anthropic respectievelijk in 44%, 22%, 10% en 8% van de antwoorden letterlijk auteursrechtelijk beschermde tekst genereerden.

### Mistral Small 3.1
Op 17 maart 2025 bracht Mistral Mistral Small 3.1 uit, een kleiner en efficiënter model.

### Mistral Medium 3
Op 7 mei 2025 bracht Mistral AI Mistral Medium 3 uit.

### Magistral Small en Magistral Medium
Op 10 juni 2025 bracht Mistral AI zijn eerste AI-redeneermodellen uit: Magistral Small (open source) en Magistral Medium, modellen waarvan wordt beweerd dat ze mogelijkheden hebben voor een keten van gedachten.